# 다이라촌 (에히메현)
다이라촌(平村)은 에히메현 ]기타군에 설치된 촌이다. 